# جون آرثر هيوز
جون آرثر هيوز (بالإنجليزية: John Arthur Hughes)‏ هو ضابط أمريكي، ولد في 2 نوفمبر 1880 في نيويورك في الولايات المتحدة، وتوفي في 25 مايو 1942.